# Aesiocopa grandis
Aesiocopa grandis is een vlinder uit de familie van de bladrollers (Tortricidae). De wetenschappelijke naam van de soort is voor het eerst geldig gepubliceerd in 2014 door John W. Brown.

## Type
- holotype: "male. 12.-21.II.2002"
- instituut: INBio, Santo Domingo de Heredia, Coste Rica
- typelocatie: "Costa Rica, Heredia, 6 km ENE Vara Blanca, 1950–2050 m"